# Волчиха (Волчихинський район)
Волчи́ха (рос. Волчиха) — село, центр Волчихинського району Алтайського краю, Росія. Адміністративний центр Волчихинської сільської ради.

## Населення
Населення — 10396 осіб (2010; 11301 у 2002).
Національний склад (станом на 2002 рік):
- росіяни — 91 %